# 플레저 (2021년 영화)
《플레저》(영어: Pleasure)는 2021년 개봉한 드라마 영화이다. 니니아 튀베리가 감독과 공동 각본을 맡았으며, 자신의 동명 단편 영화를 장편화한 작품이다. 20대 스웨덴 여성의 미국 포르노 업계 진출을 다루며, 높은 수위로 인해 큰 화제가 되었다.
2020년 칸 영화제 진출작으로 선정되었으나 코로나19 범유행으로 인해 행사가 취소되면서 월드 프리미어를 하지 못 했다. 이듬해인 2021 선댄스 영화제에서 월드 프리미어를 가졌으며, 국제 극영화 경쟁 부문 후보에도 올랐다.
제57회 굴드바게(2022년) 시상식에서 작품, 감독 부문을 포함한 7개 부문에 후보로 올랐으며, 주인공 소피아 카펠은 여우주연상을 수상했다. 이외로 영국 독립 영화상 국제영화상 후보와 인디펜던트 스피릿 어워드 감독상·여우조연상 후보에도 올랐다.

## 줄거리
스웨덴 작은 마을 출신의 19세 소녀 린네아는 "벨라 체리"라는 예명으로 활동하며 유명 포르노 스타를 꿈꾸며 로스앤젤레스로 떠난다. 매니저의 도움을 받아 포르노 업계에 발을 들인 벨라는 더 큰 역할과 높은 조회수를 위해 스스로를 한계 이상으로 몰아붙이려 한다. 처음에는 내성적이었지만, 함께 사는 동료 배우 조이와 친해지면서 서로 의지하고 브랜드를 키워나간다. 파티에서 업계 거물 에이전트 마크 스피글러를 만나고 유명 포르노 배우 아바와 대화를 시도하지만 깊은 관계로 이어지진 못한다. 조이는 유명 남자 배우에게 거절당하자 복수심에 그를 수영장으로 밀어버린다.
벨라는 여러 촬영을 진행하며 안전과 동의를 중시하는 여성 감독과 BDSM 장면을 촬영하기도 한다. 그러나 벨라는 더 강도 높은 장면을 요구하고, 강간 장면 촬영 중 압박감에 무너져 촬영을 중단한다. 처음에는 벨라를 지지하던 스태프들은 촬영이 지연되자 점점 적대적으로 변한다. 결국 벨라는 촬영을 마무리하고 매니저에게 항의하지만, 매니저는 벨라가 먼저 강도 높은 촬영을 요청했다는 사실을 상기시킨다. 이에 벨라는 매니저를 해고한다.
독립적으로 활동하게 된 벨라는 스피글러를 새로운 매니저로 영입하려 하지만, 스피글러는 소셜 미디어 팔로워 수가 부족하고 극단적인 장면을 소화할 의지가 있는 배우만 받아들인다며 거절한다. 벨라는 자신의 능력을 증명하기 위해 무보수로 인종 간 3인 촬영에 참여하여 업계 최초로 더블 애널 시도를 한다. 그 결과 팔로워 수가 급증하고 스피글러는 감명을 받아 벨라를 고용한다.
벨라는 조이에게 보답하기 위해 자신의 다음 촬영에 조이를 참여시켜달라고 요청한다. 조이는 처음에는 기뻐하지만, 촬영 직전 남자 배우가 교체되고 그 자리에 조이를 거절했던 배우 시저가 등장하자 망설인다. 벨라는 조이에게 촬영을 설득하지만, 이내 시저가 촬영장에서 조이를 괴롭히는 것을 목격한다. 조이는 시저가 자신을 학대했다며 촬영을 중단하지만, 벨라는 자신의 평판 때문에 조이의 주장을 묵살한다. 분노한 조이는 벨라를 비난하고 촬영장을 떠난다.
벨라는 아바와 함께 촬영할 기회를 얻지만, 아바는 효모 감염을 이유로 벨라에게 구강성교를 거부하며 벨라를 모욕한다. 촬영은 벨라가 아바에게 스트랩온을 사용하는 것으로 바뀌지만, 벨라는 분노와 좌절감에 휩싸여 경고나 동의 없이 아바에게 폭력적이고 공격적으로 행동한다. 벨라는 나중에 아바에게 사과하려 하지만, 아바는 아무렇지 않게 벨라를 무시한다. 파티에서 예전 룸메이트들이 즐거워하는 모습과 달리 VIP 구역에만 머물러야 하는 자신의 처지를 보며 벨라는 더욱 환멸을 느낀다. 파티에서 돌아오는 길에 벨라는 갑자기 차를 세우고 내린다.

## 출연
- 소피아 카펠 - 린네아 / 벨라 체리 역
- 레비카 안네 레우스틀레 - 케이티 / 조이 스몰스 역
- 에벌린 클레어 - 에이바 로즈 역
- 크리스 콕 - 베어 역
- 다나 더아먼드 - 애슐리 역
- 켄드라 스페이드 - 킴벌리 역
- 제이슨 톨러 - 마이크 역
- 존 스트롱 - 브라이언 역
- 랜스 하트 - 시저 렉스 역
- 에바 멜란데르 - 벨라의 어머니 역(목소리 출연)
- 마크 스피글러, 에이든 스타, 액설 브론, 샤넬 프레스턴, 케이시 캘버트, 아벨라 데인저, 지나 발렌티나 - 본인 역